# The Life and Times of Juniper Lee
The Life and Times of Juniper Lee oppure per brevità Juniper Lee è una serie televisiva a cartoni animati statunitense, creata da Judd Winick e prodotta da Cartoon Network Studios e distribuita da Warner Bros. Television dal 2005 al 2007; è composta da quaranta episodi divisi in tre stagioni. È stata trasmessa per la prima volta su Cartoon Network in Italia e nel mondo, poi replicata su Boing dal 4 dicembre 2006 fino agli ultimi mesi del 2009.

## Ideazione della serie
Il creatore Judd Winick ha dichiarato che per realizzarla si sia ispirato alle serie I Simpson e Buffy l'ammazzavampiri.
I personaggi di Juniper Lee rispecchiano in parte quelli presenti in Buffy: Juniper Lee rispecchia Buffy, Ray Ray sarebbe Dawn, Jody dovrebbe essere Willow, Roger Xander, Ophelia Cordelia e Monroe l'osservatore Giles. Il concetto di Te Xuan Ze sarebbe invece equivalente a quello di cacciatrice.
Nel cartone in realtà il Te Xuan Ze mantiene l'ordine tra il mondo della magia da quello degli umani per questo la definizione di "cacciatrice" risulta inadatta.

## Trama
La storia è incentrata sulle gesta di una ragazzina di 11 anni, Juniper Lee, che vive ad Orchidea City, città che rappresenta il centro della "magia". Un tempo mostri ed esseri umani convivevano pacificamente, ma ora la Te Xuan Ze Juniper deve mantenere l'equilibrio tra i due mondi. Ad aiutarla nel suo compito ci sono sua nonna Jasmine alias Ah Mah, il fratello minore Raymond ovvero Ray Ray e il cane parlante Monroe.

## Personaggi e doppiatori

### Protagonisti
- Juniper "June" Kim Lee: Voce originale di Lara Jill Miller e italiana di Monica Ward. Juniper è una ragazzina di 11 anni di origine orientale. Ha un fisico slanciato, lunghi capelli neri con una striscia rosa, che le arrivano quasi alla vita, tre lentiggini sul naso che formano un triangolo, gambe molto lunghe e piedi incredibilmente grandi. Indossa una t-shirt verde a maniche corte con i bordi rosa e un fiore rosa stilizzato sul petto, un paio di jeans ed enormi scarpe marroni. Ama studiare, fare i compiti per casa, incluse le verifiche ed i compiti in classe per prendere dei bei voti a scuola, ma anche stare con i suoi amici e la sua famiglia in vacanza e nei vari pomeriggi e in varie serate, fare sport per diventare troppo forte e la musica - come suonare la chitarra elettrica -, evitando di mettersi nei perfidi e malvagi castighi e nelle cattive ed ingiuste punizioni sia a scuola, che a casa per non fare tardi e non arrivare in ritardo a scuola e negli eventi. Spesso deve abbandonare la sua vita tranquilla per risolvere qualche emergenza che le viene segnalata da un braccialetto che tiene sempre al polso. È innamorata di Marcus - un suo compagno di classe -, che sembra ricambiare il sentimento, ma non si sono mai dichiarati. Juniper passa molto del suo tempo con la nonna la quale l'ha sempre aiutata e addestrata per diventare un buon Te Xuan Ze. Da grande vorrebbe diventare astronauta. Ha quattro migliori amici come Ophelia, Jody, Lila e Roger. La sua battuta che dice in ogni episodio è "Mannaggietta!".
- Raymond "Ray Ray" Lee: Voce italiana di Gaia Bolognesi. Fratello minore di Juniper (ha 8 anni). Nel giorno in cui Juniper divenne il Te Xuan Ze la giovane venne attaccata, il fratello per aiutarla intervenne ottenendo parte dei poteri. È un bambino molto vivace, ama l'avventura e quando non riesce ad utilizzare i suoi poteri finisce nei guai. La sua battuta che dice ogni episodio è "Da urlo!".
- Dennis Lee: Voce italiana di Emiliano Coltorti. Dennis è il fratello maggiore (ha 14 anni), vuole sempre spadroneggiare su Juniper e Ray Ray senza però sapere niente del mondo della magia, di cui scoprirà l'esistenza sono molto tempo più avanti. Al contrario di Juniper, non ama stare dalla nonna e preferisce giocare ai videogame o suonare il basso.
- Monroe: Voce italiana di Fabrizio Vidale. Cane parlante dal Q. I. molto alto, un tempo aiutava Jasmine Lee, ora aiuta con Juniper Lee e vive con la giovane.
- William: Voce italiana di Paolo Lombardi. Padre di Monroe è molto testardo e incauto.
- Michael David Lee: Voce italiana di Sergio Di Giulio. Padre dei tre ragazzi.
- Barbara Juliet Lee: Voce italiana di Liliana Sorrentino. Madre dei tre ragazzi.
- Jasmine "Ah Mah" Lee: Voce italiana di Silvia Luzzi. Jasmine Lee è la nonna dei tre ragazzi. Esperta di arti marziali, anche lei un tempo era un "Te Xuan Ze" e siccome questo titolo viene tramandato ai figli, era sicura che l'onore sarebbe spettato al suo figlio (Michael), ma una generazione venne saltata e il compito passò direttamente a Juniper.
- Jody Irwin: Voce italiana di Melissa Maccari. Sincera, simpatica e studiosa, fa anche parte delle cheerleader della scuola. Ha una sorella più grande di lei ma il suo carattere è molto diverso. La sua famiglia è ebrea, infatti in una delle puntate si assiste al Bat mitzvah di sua sorella.
- Roger Ratcliffe: Voce italiana di Alessio Puccio. Roger è un bambino che cerca sempre di essere al centro dell'attenzione, simpatico, veste alla moda. È innamorato di Ophelia, che non ricambia per via dei caratteri opposti.
- Ophelia Ramirez: Voce italiana di Ilaria Latini. Ophelia è una bambina che ama la musica rock metal e veste sempre dark, non parla molto anche se non trascura i suoi amici. Come amica e guardia del corpo di Juniper, detesta gli stupidi come Roger e gli snob come Melissa. Molto scettica su tutto, non tende mai a fraternizzare.
- Marcus Conner: Voce italiana di Corrado Conforti. Un bambino molto tranquillo e popolare nella scuola di Juniper. Attrae l'attenzione di molte bambine ma lui sembra interessarsi solo a June. Anche se fa parte dei gruppi più popolari della scuola, non si dà mai arie e non trascura gli amici.
- Lyla: È una femmina di big foot, ma Monroe l'ha trasformata in un'umana e adesso vive con la nonna di June.
- Sig.ra Irwin: Voce italiana di Roberta De Roberto. È la madre di Jody.
- Lisa Lee: Voce italiana di Lidia Perrone. È la cugina di Juniper.
- Michelle: Voce italiana di Lidia Perrone. È la babysitter di Raymond.
- Cugino di Raymond

### Personaggi ricorrenti
- Sig.ra Gomez
- Insegnante di ginnastica: Voce italiana di Marina Guadagno.
- Ashley
- Te Xuan Tze precedente
- Thor
- Martelline
- Batoot
- Elfi Whammie: Voce italiana di Vittorio Stagni.
- Duke
- Boomfist
- Cletus e Gus
- Vindolf Hobgoblin
- Mostro blu

### Personaggi secondari
- Manager del centro commerciale di Orchidea City
- Sindaco di Orchidea City: Voce italiana di Paolo Lombardi.

### Antagonisti
- Loki: Voce italiana di Massimo Lodolo. Dio nordico delle menzogne, è uno dei demoni ricorrenti della serie.
- Melissa O'Malley: È una bambina molto vanitosa che tenta invano di rubare Marcus dalle mani di Juniper. Ha come scagnozzo un coniglietto bianco di nome Francis ed è accompagnata sempre da due ragazze di cui non si sa il nome.
- Francis
- Taylor Evermore
- Zio Skeeter: Voce italiana di Luca Dal Fabbro. È una mummia egiziana.
- Kai Yee
- Zia Roon: Voce italiana di Paola Giannetti.
- Squalo spagnolo
- Racatan
- Maret
- Minotauro
- Jean Claude
- Jonathan
- Donnie
- Demone femminile
- Cordoth il Conquistatore: Voce italiana di Roberto Stocchi.
- Sandman
- Gigi: Voce italiana di Marina Guadagno.
- Mitch
- H.A.M.
- Trasgressione
- Zombie
- Jordan il Distruttore
- Vichinghi Fantasma di Takar
- Demoni Pirata
- Demoni della velocità
- Goblin
- Monotook: Voce italiana di Carlo Scipioni.
- Dimitri: Voce italiana di Mario Bombardieri
- Jody Uomo: Voce italiana di Mario Bombardieri.

## Sigla
La sigla originale statunitense del cartone animato è "You can't stop the girl" ed è cantata da Stewart Copeland, mentre in italiano si intitola "Non fermarti mai" ed è cantata da Silvio Pozzoli.

## Episodi
| Stagione         | Episodi | Prima TV originale | Prima TV Italia |
| ---------------- | ------- | ------------------ | --------------- |
| Prima stagione   | 13      | 2005               | 2005            |
| Seconda stagione | 13      | 2005 – 2006        | 2006            |
| Terza stagione   | 14      | 2006 – 2007        | 2007            |

## Doppiaggio
| Personaggio                      | Doppiatore originale   | Doppiatore italiano |
| -------------------------------- | ---------------------- | ------------------- |
| Juniper "June" Lee               | Lara Jill Miller       | Monica Ward         |
| Ray Ray                          | Kath Soucie            | Gaia Bolognesi      |
| Monroe                           | Carlos Alazraqui       | Fabrizio Vidale     |
| Roger                            | Tara Strong            | Alessio Puccio      |
| Ophelia                          | Candi Milo             | Ilaria Latini       |
| Jodi Irwin                       | Colleen O'Shaughnessey | Melissa Maccari     |
| Juliet Lee                       | Candi Milo             | Liliana Sorrentino  |
| David Lee                        | Carlos Alazraqui       | Sergio Di Giulio    |
| Dennis Lee                       | Alexander Polinsky     | Emiliano Coltorti   |
| Nonna Jasmine Lee (Ah Mah)       | Amy Hill               | Silvia Luzzi        |
| Marcus                           | Phil LaMarr            | Corrado Conforti    |
| Zia Roon                         | Susan Silo             | Paola Giannetti     |
| William/Sindaco di Orchidea City |                        | Paolo Lombardi      |
| Sig. Ra Irwin                    |                        | Roberta De Roberto  |
| Lisa Lee/Michelle                |                        | Lidia Perrone       |
| Insegnante di ginnastica/Gigi    |                        | Marina Guadagno     |
| Elfi Whammie                     |                        | Vittorio Stagni     |
| Loki                             |                        | Massimo Lodolo      |
| Zio Skeeter                      |                        | Luca Dal Fabbro     |
| Cordoth il Conquistatore         |                        | Roberto Stocchi     |
| Monotook                         |                        | Carlo Scipioni      |
| Dimitri/Jody Uomo                |                        | Mario Bombardieri   |

- Voci aggiunte: Ludovica Modugno

## Corti
1. Un mostro nella mia pozione
2. La fermata dell'autobus
3. Solo un secondo
4. Il beltempo
5. Monroe e la coperta da spiaggia
6. Un grosso mostro nel mio cortile